# Рибаков Віктор Григорович
Віктор Григорович Рибаков (рос. Виктор Григорьевич Рыбаков; 28 травня 1956) — радянський російський боксер, призер Олімпійських ігор, триразовий чемпіон Європи серед аматорів. Заслужений майстер спорту СРСР (1977).

## Аматорська кар'єра
1974 року став чемпіоном Європи серед юніорів.
На чемпіонаті Європи 1975 став чемпіоном у легшій вазі.
- У 1/8 фіналу переміг Альдо Косентіно (Франція) — KO 1
- У чвертьфіналі переміг Кемаля Сонунура (Туреччина) — 5-0
- У півфіналі переміг Мілана Піскача (Чехословаччина) — 5-0
- У фіналі переміг Цачо Андрейковськи (Болгарія) — 3-2

На Олімпійських іграх 1976 завоював бронзову медаль.
- У 1/16 фіналу пройшов без бою Альфреда Сіаме (Замбія)
- У 1/8 фіналу переміг Хітосі Ішагакі (Японія) — 5-0
- У чвертьфіналі переміг Стефана Фьорстера (НДР) — 3-2
- У півфіналі програв Чарльзу Муні (США) — 1-4

На чемпіонаті Європи 1977 завоював бронзову медаль у напівлегкій вазі.
- У 1/8 фіналу переміг Братислава Рістича (Югославія) — 5-0
- У чвертьфіналі переміг Френсіса Тріппа (Франція) — 5-0
- У півфіналі програв Ріхарду Новаковському (НДР) — 1-4

На чемпіонаті світу 1978 переміг Вершафта Сатурнгруна (Таїланд) і Цачо Андрейковськи (Болгарія), а у чвертьфіналі програв Братиславу Рістичу (Югославія).
На чемпіонаті Європи 1979 став чемпіоном.
- У 1/8 фіналу переміг Майкла Голмса (Ірландія) — 5-0
- У чвертьфіналі переміг Руді Фінка (НДР) — 4-1
- У півфіналі переміг Казімежа Пшибильського (Польща) — RSCI 3
- У фіналі переміг Цачо Андрейковськи (Болгарія) — KO 1

На I Кубку світу з боксу 1979 року переміг Кім Бьон Джин (Південна Корея), програв Бернарду Тейлору (США) і отримав срібну медаль.
На Олімпійських іграх 1980 завоював бронзову медаль.
- У 1/16 фіналу переміг Даніеля Лондаса (Франція) — 5-0
- У 1/8 фіналу переміг Пітера Генлона (Велика Британія) — 5-0
- У чвертьфіналі переміг Цачо Андрейковськи (Болгарія) — 4-1
- У півфіналі програв Руді Фінку (НДР) — 1-4

На чемпіонаті Європи 1981 став чемпіоном у легкій вазі.
- У 1/16 фіналу переміг Манфреда Фінденіга (Австралія) — 5-0
- У 1/8 фіналу переміг Рене Веллера (ФРН) — 5-0
- У чвертьфіналі переміг Йордана Лесова (Болгарія) — 5-0
- У півфіналі переміг Веса Війк (Фінляндія) — RSCI 2
- У фіналі переміг Карло Руссолілло (Італія) — 5-0

На Кубку світу 1981 переміг Хюн Ю Лі (Південна Корея) та Луїса Гарсію (Венесуела), програв Анхелю Еррера Вера (Куба) і отримав срібну медаль.

## Після завершення виступів
1982 року у віці 26 років у званні капітана Радянської Армії став старшим тренером команди боксерів Групи радянських військ у Німеччині.
1985 року засуджений до шести років ув'язнення в колонії суворого режиму за валютні операції і позбавлений звання «Заслужений майстер спорту СРСР». За зразкову поведінку 1988 року отримав умовно-дострокове звільнення.
2001 року отримав посаду віце-президента Федерації боксу Росії, а пізніше знову зайнявся тренерством.